# Championship League Darts
Championship League Darts was een PDC-dartstoernooi dat volgens het leg format gespeeld wordt, vergelijkbaar met de Premier League. Het grote verschil is echter dat de darters die buiten de top 8 van de PDC Order of Merit staan een kans krijgen om ook voor het kampioenschap te kunnen strijden. Het was het 1e toernooi dat voornamelijk werd uitgezonden en gefinancierd door het internet, omdat er totaal geen publiek aanwezig is bij deze wedstrijden. De reden om dit toernooi via internet uit te zenden is gedeeltelijk geïnspireerd vanuit het snooker, waarbij diverse wedstrijden live via internet goed werden ontvangen door het publiek, waarbij dan ook vaak op wedstrijden wordt gegokt.
In 2013 werd het toernooi voor het laatst georganiseerd.

## Begin
Het toernooi werd in december 2008 officieel geïntroduceerd via de PDC-website. Het wordt gehouden in de maanden september en oktober, waar 29 spelers aan deelnemen. Sinds 2008 wordt het toernooi gehouden in het Crondon Park Golf Club in Stock (Essex), het prijzengeld in 2008 was in totaal £189,000 (inmiddels is dit gestegen naar £200,000). Ook was er voor de winnaar een plek te verdienen voor het Grand Slam of Darts-toernooi. Phil Taylor won het 1e toernooi van Mervyn King met 7-5.

## Finale resultaten
| Jaar | Kampioen             | Legs | Runner-up                   | Prijzengeld | Kampioen | Runner-up |
| ---- | -------------------- | ---- | --------------------------- | ----------- | -------- | --------- |
| 2008 | Phil Taylor          | 7–5  | Mervyn King                 | £189,000    | £10,000  | £5,000    |
| 2009 | Colin Osborne        | 6–4  | Phil Taylor                 | £189,000    | £10,000  | £5,000    |
| 2010 | James Wade           | 6–5  | Phil Taylor                 | £189,000    | £10,000  | £5,000    |
| 2011 | Phil Taylor          | 6–1  | Paul Nicholson              | £189,000    | £10,000  | £5,000    |
| 2012 | Phil Taylor          | 6–4  | Simon Whitlock              | £176,750    | £10,000  | £5,000    |
| 2013 | Phil Taylor (107,07) | 6–3  | Michael van Gerwen (106,23) | £200,000    | £10,000  | £5,000    |

## Finalisten
| Speler             | Kampioen | Runner-up |
| ------------------ | -------- | --------- |
| Phil Taylor        | 4        | 2         |
| Colin Osborne      | 1        | 0         |
| James Wade         | 1        | 0         |
| Mervyn King        | 0        | 1         |
| Paul Nicholson     | 0        | 1         |
| Simon Whitlock     | 0        | 1         |
| Michael van Gerwen | 0        | 1         |